# Disynstemon paullinioides
Disynstemon paullinioides är en ärtväxtart som först beskrevs av John Gilbert Baker, och fick sitt nu gällande namn av M. Peltier. Disynstemon paullinioides ingår i släktet Disynstemon och familjen ärtväxter.

## Underarter
Arten delas in i följande underarter:
- D. p. hirsutus
- D. p. paullinioides